# Катастрофа Як-42 под Трабзоном
Катастрофа Як-42 под Трабзоном — крупная авиационная катастрофа, произошедшая в понедельник 26 мая 2003 года. Авиалайнер Як-42  авиакомпании UM Airlines выполнял чартерный рейс UF4230 по маршруту Бишкек- Трабзон- Сарагоса (перевозил испанских военных, возвращавшихся из Афганистана), но во время выполнения промежуточной посадки врезался в гору в 24 километрах от Трабзона и в 3,5 км восточнее города Мачка. Погибли все находившиеся на его борту 75 человек — 62 пассажира и 13 членов экипажа.

## Самолёт
Як-42Д с регистрационным номером UR-42352 (заводской номер — 4520421811395, серийный (порядковый) номер — 08-10) был выпущен 7 апреля 1988 года на Саратовском авиационном заводе. В эксплуатации с 26 апреля 1988 года. В 1997—2000 годах принадлежал авиакомпании «Стрежевские авиалинии» (Стрежевой, Томская область). С 13 апреля 2000 года принадлежал украинской авиакомпании «Украинские Средиземноморские авиалинии» (Ukrainian-Mediterranean Airlines). На день катастрофы совершил 9700 циклов «взлёт-посадка» и налетал 18 739 часов.

## Экипаж
В связи с большой протяжённостью маршрута самолётом управляли два кабинных экипажа — основной и сменный.
Основной экипаж:
- Командир воздушного судна (КВС) — 38-летний Владимир Куценко (укр. Володимир Куценко).
- Второй пилот — 37-летний Сергей Слатвинский (укр. Сергій Слатвінський).
- Бортмеханик — 36-летний Дмитрий Широков (укр. Дмитро Широков).

Сменный экипаж:
- Командир воздушного судна (КВС) — 57-летний Николай Сытник (укр. Микола Ситник).
- Второй пилот — 31-летний Игорь Пилипянко (укр. Ігор Піліпянко).
- Бортмеханик — 38-летний Вячеслав Ференц (укр. В'ячеслав Ференц).

В салоне самолёта работали четверо бортпроводников:
- Юлия Головина (укр. Юлія Головіна), 23 года.
- Екатерина Мошкович (укр. Катерина Мошковіч), 23 года.
- Александр Янченко (укр. Олександр Янченко), 34 года.
- Юлия Гладкая (укр. Юлія Гладка), 24 года.

Также в составе экипажа были 2 авиатехника (45-летний Николай Гутрин (укр. Микола Гутрін) и 37-летний Евгений Березовский (укр. Євген Березовський)) и 46-летний флайт-менеджер Дмитрий Молочко.

## Обстоятельства катастрофы
Пассажирский самолёт Як-42 выполнял чартерный рейс из Бишкека (Кыргызстан) в Сарагосу (Испания) с промежуточной посадкой для дозаправки в Трабзоне (Турция). При заходе на посадку в аэропорт Трабзон самолёт столкнулся со склоном горы на высоте 1400 метров.

## Жертвы
Погибли все находившиеся на борту 75 человек: 62 пассажира (испанские военнослужащие), 12 членов экипажа и 1 флайт-менеджер.
Пассажирами самолёта были 40 военнослужащих сапёрного подразделения элитной бронетанковой дивизии «Брунете», 21 военнослужащий ВВС Испании, обслуживающих испанскую авиагруппу в Афганистане, и один агент гражданской гвардии (военизированной полиции); все они в течение четырёх месяцев проходили службу в составе Международных сил содействия безопасности в Афганистане. В числе погибших были: один подполковник, четыре майора, шесть капитанов, пять лейтенантов (всего 18 офицеров), 33 капрала и 11 рядовых.
На борту находилось 12 членов экипажа (на борту находился сменный экипаж, то есть на борту было два экипажа по 6 человек), являвшихся гражданами Украины, и один гражданин Белоруссии — флайт-менеджер.
| Гражданство | Количество пассажиров | Количество членов экипажа | Всего |
| ----------- | --------------------- | ------------------------- | ----- |
| Испания     | 62                    | 0                         | 62    |
| Украина     | 0                     | 12                        | 12    |
| Беларусь    | 0                     | 1                         | 1     |
| Всего       | 62                    | 13                        | 75    |

## Расследование катастрофы
Комиссия по расследованию обстоятельств катастрофы в составе шести человек (3 от Турции, по одному от России, Украины, Испании) в течение 2,5 лет изучала обстоятельства катастрофы. В окончательном заключении были названы 14 причин: усталость экипажа (к моменту крушения экипаж находился в полете без отдыха 23 часа), недостаток горючего, недостаточность опыта полета в сложных погодных условиях, непредоставление авиакомпанией пилотам достаточных сведений о характеристиках аэропорта в городе Трабзон, непроведение необходимой инспекции самолета перед его вылетом из Кабула и другие.
Причиной катастрофы является столкновение самолета с землей в управляемом полете, вызванное потерей экипажем понимания текущей ситуации, нарушением требований, установленных РЛЭ самолета и схемой захода на посадку, выполнением неточного захода на посадку, неправильным использованием автоматизированных систем управления полетом, отсутствием должного уровня подготовки и снижением ниже установленной высоты снижения для данного района.
Комиссия по обороне парламента Испании признала министра обороны Федерико Трильо ответственным за гибель в авиакатастрофе испанских военнослужащих, так как он не организовал необходимую проверку арендованного самолета, также он был признан виновным в неправильных действиях при опознании тел погибших военных, а также в некорректном отношении к их родственникам.

## Последствия
В 2003 году при опознании тел погибших произошла ошибка, в 2004 году об этом узнали родственники погибших, в ноябре 2004 года был решено произвести эксгумацию тел и идентификацию с помощью анализа ДНК. В январе 2005 года тела были перезахоронены под своими подлинными именами. Прокурор Национальной судебной палаты Испании обвинил отставного дивизионного генерала Висенте Наварро в подлоге, поскольку он перепутал тела погибших.

## Память
- в Испании был объявлен двухдневный траур.
- 26 мая 2004 года на месте крушения самолёта был открыт памятник, на котором начертаны имена всех жертв катастрофы[9].
- 24 июля 2006 года в городе Мачка был открыт памятник погибшему экипажу Як-42[10].
- Памятник, на котором начертаны имена всех жертв катастрофы Як-42, есть также в городе Сарагоса (Испания) на Paseo de la Constitution.